# Kiba-dachi

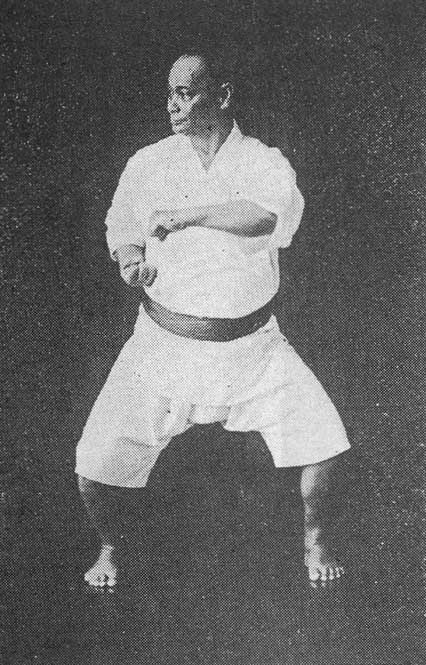
Kiba-dachi en karate.

Kiba-dachi - en japonais, kiba-dachi (騎馬立ち) - est une position de garde commune à différents arts martiaux japonais, notamment le karaté. C'est la position dite du « cavalier de fer ».
On retrouve cette même position du cavalier dans des arts martiaux d'autres pays asiatiques, notamment dans le kungfu, où il en existe au moins cinq variantes. 

## Kiba-dachidans les arts martiaux japonais
Dans les arts martiaux japonais, la position du cavalier (kiba-dachi) comporte quelques menues variations selon les diverses écoles, notamment pour ce qui est de la distance séparant les pieds, et la hauteur de la posture. Cependant, une constante de ces différentes positions tient au fait que les pieds doivent toujours être parallèles,.

Position des pieds dans un kiba-dachi : ils sont parallèles, et généralement écartés de deux fois la largeur du bassin.

Il faut d'autre part garder en tête que kiba-dachi diffère de la posture « à califourchon » (四股立ち, shiko-dachi), largement utilisée dans le sumo, et dans laquelle les pieds sont tournés de 45 degrés vers l'extérieur, au lieu d'être parallèles.

## La position du cavalier dans les arts martiaux chinois

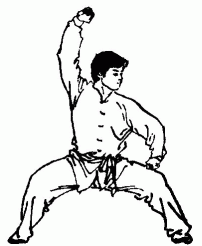
Position du cavalier dans le wushu.

Dans les arts martiaux chinois, cette position se nomme mǎbù (馬步).
Plusieurs méthodes d'entraînement chinoises demandent aux élèves de se tenir en position mǎbù tout en accomplissant les exercices ou les tâches demandés. Cette position mabu est utilisé pour l'entraînement à l'endurance aussi bien que pour renforcer les muscles des jambes et du dos, la solidité des tendons, ainsi qu'une compréhension physique d'une posture basse. 
Dans le kung-fu Shaolin, on fait appel à cinq principales postures du cavalier : 
- posture [du cavalier] avant. C'est une position large et basse, utilisée pour renforcer le dos ;
- posture droite. C'est une position basse et longue, avec laquelle on ne doit pas pouvoir voir les doigts de pieds. On l'utilise pour ne pas se faire balayer, et on l'utilise également pour avancer lorsque l'on frappe ;
- posture suspendue : généralement utilisée pour battre en retraite lorsqu'on ne dispose pas de place ; on peut l'utiliser pour bloquer, puis avancer pour frapper ;
- posture croisée : utilisée pour parer en général. On la nomme également position du chat ;
- posture tombée : elle ressemble à la posture droite, à ceci près qu'elle est utilisée pour esquiver. Comme la posture suspendue, le poids est sur la jambe arrière.